# Chionaema boetonensis
Chionaema boetonensis là một loài bướm đêm thuộc phân họ Arctiinae, họ Erebidae.